# Райнолд I фон Фалкенбург
Райнолд I фон Фалкенбург (на нидерландски: Reinold I van Valkenburg; на немски: Reinold von Heinsberg und Valkenburg; * пр. 1294, Фалкенбург; † 12 юли 1333, Моншау) от страничната линия на графовете на Клеве-Хайнсберг, е господар на Фалкенбург и Моншау.

## Произход
Той е син на Валрам фон Фалкенбург († 1302) и съпругата му графиня Филипа фон Гелдерн-Цутфен († 1302), наследничка на Сустерен и Гелеен, дъщеря на граф Ото II фон Гелдерн († 1271) и втората му съпруга Филипа дьо Дамартен († 1278/1281). Внук е Дитрих II фон Фалкенбург († 1268) и втората му съпруга Берта фон Лимбург-Моншау († 1254), вдовица на граф Теодерих I фон Хохщаден († 1244/1246), дъщеря на херцог Валрам II 'Дългия' фон Лимбург-Моншау († 1242) и Елизабет фон Бар († 1262).
Брат му Йохан I (Ян) фон Фалкенбург († 3 март 1356) е граф на Фалкенбург и господар на Борн, Ситард, Херпен и Фалкенбург.

## Фамилия
Райнолд I фон Фалкенбург се жени пр. 1306 г. за Мария ван Боутерсем († сл. 14 юли/14 декември 1317), дъщеря на Хайнрих V ван Боутерсем († 11 юли 1302) и Мари д' Хемрикурт († 19 ноември 1304). Те имат 9 деца:
- Валрам фон Фалкенбург (* пр. 1324; † 1329, убит в битка)
- Дитрих IV фон Фалкенбург (* пр. 1332; † 19 юли 1346, убит в битката при Вотеме), женен за Мехтилд ван Фоорне († 12 март 1372), вдовица на граф Дитрих Луф фон Клеве-Хюлхрат († пр. 10 ноември 1332)
- Йохан II (Ян) фон Фалкенбург († 9 август 1352), господар на Моншау, Бютгенбах-Фалкенбург, женен на 12 януари 1331 г. за Йохана фон Фоорне († 29 декември 1349)
- Филипа фон Фалкенбург († сл. 1368), омъжена на 10 октомври 1352 г. за Хайнрих от Фландрия, господар на Нинове († 1366)
- Маргарета фон Фалкенбург († сл. 18 октомври 1360), омъжена I. за Хартард фон Шьонекен († 1351), II. 1356 г. за Буркард I фон Финстинген-Шьонекен († 20 март 1377)
- Аделхайд фон Фалкенбург († 1332), омъжена за граф Хайнрих фон Вианден († сл. 1351)
- Мария фон Фалкенбург († сл. 20 септември 1365), омъжена на 7 юли 1326 г. за Еберхард фон Томберг-Мюленарк († 27/28 октомври 1330), бивш приор на орден
- Беатрикс фон Фалкенбург († 1354), омъжена за Дирк III фон Бредероде († септември 1377)
- Райнер фон Фалкенбург († 1342), командир на коменде Синт-Пиетерс-Воерен